# Warren Kiefer
Pour les articles homonymes, voir Kiefer.
Œuvres principales
Le Code Lingala
Warren David Kiefer, connu aussi comme Lorenzo Sabatini, né en 1929 à Rochelle Park dans le New Jersey et mort en 1995 à Buenos Aires, est un écrivain, scénariste et réalisateur américain. Il est principalement connu pour le roman The Lingala Code lauréat du prix Edgar-Allan-Poe du meilleur roman en 1973 et qui a été traduit en France sous le titre Le Code Lingala en 1974.

## Biographie
Il fait des études supérieures à l'Université du Nouveau-Mexique.
Il signe un premier roman en 1958, puis s'oriente vers la réalisation et la scénarisation de films de série B dans les années 1960. Il signe trois thrillers dans les années 1970, dont le premier Le Code Lingala (The Lingala Code), remporte le prix Edgar-Allan-Poe en 1973. Après un silence de plus de dix ans, il donne trois nouveaux romans coup sur coup au début des années 1990.

## Œuvre

### Romans
- Pax (1958), en collaboration avec Harry Middleton
- The Lingala Code (1972) Publié en français sous le titre Le Code Lingala, traduit par Madeleine Charvet, Paris, Éditions Hachette, coll. « Thrillers », 1974, 192 p. (BNF 35424405)
- The Pontius Pilate Papers (1976)
- The Kidnappers (1977)
- Perpignon Exchange (1990)
- Outlaw (1991)
- The Stanton Succession (1992)

## Filmographie

### Comme réalisateur
- 1964 : Le Château des morts-vivants (Il castello dei morti vivi), avec Christopher Lee (Kiefer est également scénariste de ce film de série B.)
- 1968 : Next of Kin
- 1969 : Juliette de Sade (Mademoiselle de Sade e i suoi vizi)
- 1970 : Échec à la maffia (Scacco alla mafia)

### Comme scénariste
- 1968 : Pas de pitié pour les salopards (Al di là della legge), western spaghetti de Giorgio Stegani, avec Lee Van Cleef (scénario en collaboration où Warren Kiefer signe sa participation du pseudonyme de Lorenzo Sabatini)
- 1971 : The Last Rebel (en), film américain de Denys McCoy, avec Joe Namath